# Omegle
Omegle (Aussprache [əʊmegʌl]) war eine Website zum Chat mit einem zufällig ausgewählten, anonymen Chatpartner. Sie ging am 25. März 2009 online und am 8.–9. November 2023 offline. Sie war vom damals 18-jährigen Leif K-Brooks aus Brattleboro, Vermont, USA erstellt worden. Der Name Omegle leitet sich vom griechischen Buchstaben Omega (Ω) ab. Dieses Zeichen ist auch im Logo zu sehen. Am 9. November 2023 stellte der Ersteller, Leif K-Brooks, den Betrieb der Seite nach 14 Jahren ein.

## Funktionsweise
Omegle verband zufällig zwei Nutzer in einen „One-on-One“-Chat. Sie konnten einander dann anonym mit den Bezeichnungen „You“ (Du) und „Stranger“ (Fremder) im Chat sehen und miteinander schreiben. Beide Seiten konnten jederzeit die Verbindung mit dem Chatpartner trennen.

## Geschichte und Gegenwart
Rund 100 Menschen waren beim Start des Dienstes gleichzeitig online. Im April 2009 waren bis zu 3.000 Nutzer gleichzeitig online und die Seite wies 150.000 Hits pro Tag auf, im April 2010 waren bereits über 6.000 Nutzer gleichzeitig online. Im Dezember 2014 verzeichnete die Seite täglich etwa 30.000 gleichzeitig aktive Benutzer, die meisten davon aus den Vereinigten Staaten.
Besondere Merkmale der Seite waren die vorgeschriebenen Chatnamen „You“ und „Stranger“, der Slogan „Talk to Strangers“ und die Abschlussnachricht „Your conversational partner has disconnected“ am Ende eines Chats, welche zuletzt durch „Stranger has disconnected.“ ersetzt wurde.
Omegle gehörte zu den sogenannten anonymen oder auch 1-on-1-Chats. Ähnliche Ansätze gab es in den frühen 1990ern auch bei AOL.
Es gab keine Einschränkungen bezüglich Alter oder Interessens- und Meinungsgruppen und keinen Filter gegen vulgäre und obszöne Ausdrücke. In einem Blog über Sicherheit im Internet kritisierte der Autor: „Bei meinem ersten Besuch wurde mir Crack angeboten und mit einer Vielzahl an F-Wörtern geflucht“. Die BBC News wies darauf hin, dass Omegle aufgrund von Beleidigungen keine Seite für jüngere Benutzer sei.
Auf der Startseite wurde der Besucher darauf hingewiesen, dass das Mindestalter zur Nutzung bei 18 Jahren liegt, und es wurde empfohlen, sich nicht unangemessen zu verhalten und zu verstehen, dass menschliches Verhalten nicht kontrollierbar sei, man aber trotzdem auf Gesprächspartner treffen könnte, die sich unangemessen verhalten. Omegle vertraute dabei auf die Eigenverantwortung des Benutzers, das Gespräch zu beenden, wenn er sich unwohl fühlte.
Die Marke Omegle war in der Schweiz hinterlegt.
Es war möglich, die IP-Adresse eines Chatpartners beim Videochat zurückzuverfolgen.
Im Jahr 2023 wurde die Schließung der Online-Plattform Omegle durch ihren Gründer Leif K-Brooks notwendig. Dies resultierte hauptsächlich aus einem anhaltenden Missbrauch und einer Zunahme von kriminellen Aktivitäten auf der Plattform. Der Missbrauch beinhaltete Belästigungen, sexuelle Übergriffe und die Verbreitung von Kinderpornografie. Dies führte zu verstärktem Druck von Regulierungsbehörden und der Öffentlichkeit, um strengere Maßnahmen zur Bekämpfung von Missbrauch und Kriminalität zu ergreifen.
Trotz erheblicher Bemühungen seitens der Betreiber, Content-Moderation und Sicherheitsmaßnahmen zu verstärken, stellte sich heraus, dass die Aufrechterhaltung eines sicheren und angemessenen Umfelds auf der Plattform äußerst herausfordernd war. Die finanzielle und psychologische Belastung, die mit dem Betrieb von Omegle und der Bekämpfung von Missbrauch und Kriminalität verbunden war, erreichte einen untragbaren Punkt. Als zusätzlicher Faktor spielten der Druck von Regulierungsbehörden und die wiederholten Angriffe auf die Plattform eine wichtige Rolle bei der Schließungsentscheidung.

## Chatmöglichkeiten
Anfangs gab es nur einen Textchat, der später um einen Videochat-Modus erweitert wurde. Als weitere Funktion existierte auch ein sogenannter „Spy-Mode-Chat“. Im Spy-Mode-Chat wurde von einer dritten Person eine Frage gestellt, über die die anderen beiden diskutieren konnten. Der Fragende konnte dabei nur mitlesen, aber nicht schreiben. Umgekehrt war es auch möglich, mit einem Fremden über eine von einem anderen Fremden gestellte Frage zu diskutieren.
Auch eine Funktion, die Menschen mit gemeinsamen Interessen verband, wurde hinzugefügt. Dafür musste man einfach seine Interessen o. ä. eingeben und man wurde gleich mit anderen Chattern verbunden, die gleiche bzw. ähnliche Interessen hatten. Man konnte auch seine „Likes“ aus Facebook verwenden.

## Ähnliche Dienste
- Chatroulette